# Jorge Montt
Jorge Montt Álvarez (Casablanca, 26 aprile 1847 – Santiago del Cile, 9 ottobre 1922) è stato un ammiraglio e politico cileno. Fu presidente del Cile dal 31 agosto 1891 al 18 settembre 1896.

## Biografia
Arruolatosi in Marina nel 1858, partecipò alla guerra navale contro la Spagna (1865-1866), comandò alcune unità nella Guerra del Pacifico (1879-1884) e raggiunse il grado di ammiraglio. Dopo una missione in Europa (1884-1887) fu designato governatore navale del porto di Valparaíso. Oppositore della politica del presidente José Manuel Balmaceda Fernández, nel 1891 partecipò con la Marina alla guerra civile tra il presidente liberale e il Congresso conservatore, assunse la presidenza della Giunta di Governo ribelle e condusse le sue truppe alla vittoria nella battaglia decisiva di Placilla (28 agosto 1891), entrando da trionfatore in Santiago tre giorni dopo ed assumendo la carica di presidente provvisorio.
Eletto regolarmente presidente dopo il ristabilimento dell'ordine, si adoperò con tatto ed energia per pacificare il paese: graziò gli ufficiali sostenitori di Balmaceda (1892) e confermò le riforme costituzionali parlamentari varate dal precedente governo. Procedé alla riorganizzazione delle finanze (abolizione del corso forzoso e ritorno alla valuta aurea) e dell'Esercito (per mezzo di ufficiali tedeschi) e concesse una maggiore autonomia alle amministrazioni locali.
Al termine del suo mandato fu direttore generale della Marina (1896-1915); congedatosi, fu ancora alcalde di Valparaíso (1915-1918).